# Hypena spectans
Hypena spectans är en fjärilsart som beskrevs av Franz Dannehl 1926. Hypena spectans ingår i släktet Hypena och familjen nattflyn. Inga underarter finns listade i Catalogue of Life.